# 何明華會督銀禧中學

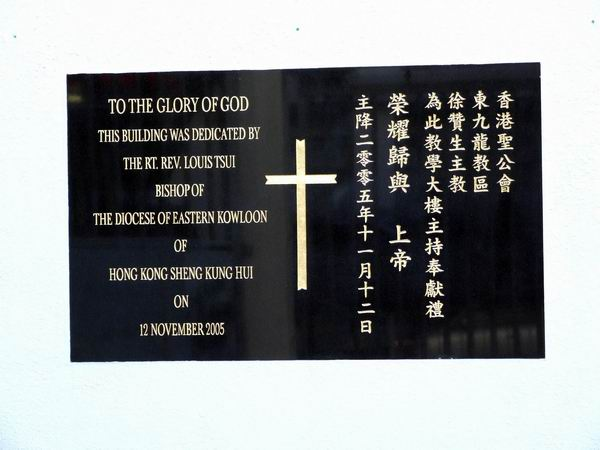
馬宏昌大樓基石

何明華會督銀禧中學（英語：Bishop Hall Jubilee School；簡稱銀禧、BHJS）是香港基督教香港聖公會創辦的一間著名英文中學，創立於1961年。創辦者香港聖公會為紀念何明華會督擔任聖公會香港會督25週年而創校，是香港一所擁有60多年歷史的男女英文基督教文法学校。
銀禧為香港114間英文中學之一，屬第一組別（Band 1）中學。學校位於九龍塘牛津道2C，屬九龍城校網。

## 歷史
由香港聖公會於1961年創立，以紀念何明華會督受封為聖公會港澳及華南教區會督25週年。起初以協恩中學附屬小學為校址，1962年遷往現址。

創校時，學校分中文部及英文部，設有10班，中一5班（2中3英），中二3班（2中3英），中三2班（全英語），總學生人數為396人。

舊學制時學校設29班，以英語為主要授課語言，初中各5班，中五2文3理，預科1文1理，總學生人數為1200人。

新高中334學制時學校設30班，以英語為主要授課語言，初中至高中各5班。
學校一直以原大樓教學，後因教學地方不足，在教育局的學校改善工程計劃協助及校友慷慨募捐下，學校設立「校舍改善工程及教育發展基金」，終籌得建設新翼所需費用。
- 2001年將舊禮堂大樓拆卸重建。
- 2005年夏末完成工程，歷時四年，新翼命名為馬宏昌大樓。校舍現時樓高5層，設課室30個，電腦室2個，語言學習室2個，實驗室5個，美術室及音樂室各一個。學校圖書館亦遷至新翼。
- 2006年是何明華會督銀禧中學創校45週年。
- 2008年學校新翼4樓電腦室改建，加設校園電視台工作室，內建廣播控制及製作室和錄影廠，同年校園電視台製作團隊成立。
- 2011-12年為何明華會督銀禧中學50週年金禧校慶紀念年，演出首個音樂劇《明華。何為》；同年復辦學生報《禧望》。
- 2012年學生首辦以英語為主的校報《SCOPE》。
- 2013年學校開設初中英國文學。
- 2016年學校學生勇奪恒隆數學獎金獎殊榮。
- 2016年學校學生在香港傑出學生選舉獲得香港傑出學生的殊榮。
- 2016年何明華會督銀禧中學創校55週年，演出學校首個英語音樂劇《The Sound of Music》，並由學校交響樂團演奏音樂劇內所有配樂。學校並把英語話劇結合英國文學，引入初中課程。
- 2016年學校獲選為香港中文大學「優質學校在香港」[3]計劃的成員學校。全港共有五間第一組別中學獲選。
- 2016-17年學校首次參加星島全港校際辯論比賽（英文組），並取得全港季軍。
- 2016-17年學校首次參加香港學界模擬辯護及模擬法庭比賽（英文組），並取得全港季軍。
- 2017年學校合唱團於柴灣Y-Square舉行首個公開演出，並邀得Suzi Digby為部份曲目作客席指揮。
- 2017年校方翻新了飯堂及天台花園。
- 2017年學校舉辦「新月沃土文明攝影展」，並把展覽與歷史科課程連結。負責此項目的老師獲邀到澳門、廣州及香港分享課程設計心得。
- 2018年校方翻新了小教堂及圖書館。
- 2019年該校學生於中國中學生作文大賽取得比賽最高榮譽「恒源祥文學之星」。
- 2019年8月校方翻新了教員室。
- 2019年8月正式啟用全港第一間學校參與中華電力公司「可再生能源上網電價」計劃的太陽能發電項目。

## 歷任校長至現任校長
| 年份      | 姓名         |
| --------- | ------------ |
| 1961-1973 | 黃徐仲霞女士 |
| 1973-2001 | 陳志欽先生   |
| 2001-2010 | 郭始基先生   |
| 2010-2012 | 彭淑美女士   |
| 2012-2022 | 王莉莉女士   |
| 2022-現在 | 羅敬玉女士   |

## 校訓
NON NASCOR MIHI SOLUM（English：I am not born for myself alone.；中譯：非以役人，乃役於人。）

## 學校重點關注事項
1. 深化主動學習的校園文化，培育銀禧人成為自主學習者。
2. 提升銀禧人服務學習的精神。
3. 啟發銀禧人潛能，促進全人發展。

## 社制
何明華會督銀禧中學設有4個社。
4社如下：
- Red House 紅社，代表色：紅
- Blue House 藍社，代表色：藍
- White House 白社，代表色：白、紫
- Green House 綠社，代表色：綠

創立社制的目的，是培養學生對社和學校的歸屬感。
歷年社制陸運會（Athletic Meet）全場總冠軍：
- 1996-1997 Blue 藍社
- 1997-1998 Blue 藍社
- 1998-1999 Green 綠社
- 1999-2000 Green 綠社
- 2000-2001 Green 綠社
- 2001-2002 Green 綠社
- 2002-2003 Red 紅社
- 2003-2004 Red 紅社
- 2004-2005 Red 紅社
- 2005-2006 Red 紅社
- 2006-2007 White 白社
- 2007-2008 White 白社
- 2008-2009 White 白社
- 2009-2010 Red 紅社
- 2010-2011 Red 紅社
- 2011-2012 Blue 藍社
- 2012-2013 Blue 藍社
- 2013-2014 Blue 藍社
- 2014-2015 Red 紅社
- 2015-2016 Blue 藍社
- 2016-2017 Red 紅社
- 2017-2018 Red 紅社
- 2018-2019 Red 紅社
- 2023-2024 Blue 藍社

於2018-2019年度把兩年一度的水運會(Swimming Gala)由班制改為社制，
歷年社制水運會全場總冠軍：
- 2018-2019 Red 紅社
- 2023-2024 White 白社

## 學生成就

### 公開考試
曾有多名學生於高級程度會考考獲優異成績。
於2002-03年度高考中，該校學生獲得五優成績。
於2006-07年度高考中，該校學生的中國語文及文化科及英語運用科均取得100%合格率。
於2007-08年度會考中，該校學生的中國語文科及英文科則分別取得98.4%和99.5%的合格率。
於2007-08年度高考中，該校學生的中國語文及文化科及英語運用科則分別取得100%和98.2%的合格率，中國歷史科的合格率亦達100%。學校公開考試成績水平比一般中學為高。
於2008-09年度會考中，該校學生獲得八優成績。而高考中，該校學生獲得四優成績。
在2009-10年度會考中，有一名文科生考獲6科最佳成績高達30分，另24名理科生考獲25分或以上。而高考中，該校三位學生獲得三優二良成績。
在2010-11年度高考中，該校學生在高考二百幾位考獲三優以上的考生中考獲四優佳績。
在2016-17年度文憑試中，該校學生取得七科5**及一科5*佳績。

### 校際比賽
此外，該校學生在多項校際比賽中亦屢獲獎項，如香港中文大學理學院第八屆科學鐵人盃包攬亞軍和季軍。

### 數學
該校曾於各大校際數學比賽獲取獎項，包括：全港中學數學競賽、聯校數學比賽、香港數學競賽、香港青少年數學精英選拔賽、培正數學邀請賽、國際數學奧林匹克競賽。在2004年獲得全港奧林匹克數學比賽冠軍，在2009年奪得全港亞軍。在2009-10年度兩位同學獲得全港奧林匹克數學比賽銀獎。
此外，梁辰楷同學於2017年以論文「On the Summation of Fractional Parts and its Application」獲恒隆數學獎金獎，獲丘成桐教授嘉許。

### 體育

#### 中學學界體育比賽
學界田徑
- 男女子屬第三組別，於2013-2014年度獲得第三組別男子丙組冠軍，女子乙組季軍，男子全場第四名，於2014-2015年度獲得第三組別男子丙組第四名，於2015-2016年度獲得第三組別男子乙組第四名。

學界羽毛球
- 男女子屬第三組別，於2014-2015年度獲得第三組別女子丙組殿軍，男子曾於2011-2013年在第一組別作賽，女子曾於2012-13年在第一組別作賽。

學界籃球
- 男子屬第三組別，女子屬第二組別，曾於2013-14年度獲得第三組別男子甲組殿軍，曾於2014-15年度獲得第三組別男子丙組亞軍，女子乙組亞軍，女子丙組季軍，女子全場總亞軍，曾於2015-16年度獲得第三組別女子甲組殿軍，女子乙組季軍，女子丙組冠軍，女子全場總冠軍，女子隊獲得升上第二組別的資格，曾於2016-17年度獲得第二組別女子乙組亞軍，第三組別男子乙組季軍，曾於2017-18年度獲得第二組別女子乙組亞軍，曾於2018-19年度獲得第二組別女子甲組冠軍。

學界越野跑（長跑隊）
- 男子屬第三組別，曾於2008年至2011年於第一組別作賽，與拔萃男書院、喇沙書院及西島中學等傳統體育名校競技。於本年度奪得第三組別(一區)全場總冠軍，來年將重返第二組別作賽，領隊丘國威老師揚言希望在短時間內重返第一組別。[8]

學界足球
- 男子屬第三組別，曾於2011-2017年於第二組別作賽。

學界手球
- 女子屬第一組別，男子屬第二組別，曾於2013-14年度獲得第二組別男子乙組第四名，曾於2016-2017年度獲得第二組別男子丙組季軍。

學界室內划艇
- 曾於2014-15年度獲得男子甲組季軍，男子全場第四名。

學界游泳
- 男女子屬第三組別，曾於2013-14年度獲得第三組別女子乙組第四名。

學界乓乒球
- 男女子屬第三組別，曾於2013-14年度獲得第三組別男子丙組冠軍，男子全場總季軍，曾於2015-2016年度獲得第三組別女子乙組殿軍。

### 舞蹈
該校舞蹈組成立至今已有40多年，經常參與學校舞蹈節。曾於1997年學校舞蹈節獲得全場總冠軍，並四獲校際舞蹈節全場總冠軍；2009年亦取得10個獎項；2010年度學校舞蹈節奪得全場總亞軍。在中國舞、東方舞、西方土風舞和現代舞的表現較為良好。舞蹈組亦經常參與學校舞蹈節的體育舞比賽，並取得優異成績。2017年學校舞蹈節奪得中國舞全港季軍。
舞蹈組曾多次到外地參與交流演出，如日本、加拿大、英國及澳門等地。近年，亦經常獲邀參與大型節目，如2010年上海世博會、香港新春花車巡遊、第一屆全港運動會的開幕典禮、香港花卉展覽以及2008奧運馬術和殘奧馬術等表演。

### 問答比賽
- 香港電台時事常識問答比賽
- 中醫藥常識問答比賽
- 校際金融問答比賽

六度奪得香港浸會大學舉辦的「中醫藥常識問答比賽」冠軍，其中有五年連續獲得冠軍。

### 校際朗誦節
在2014-2015年度校際朗誦節粵語、普通話及英語項目共取得103個獎項，部份屬冠軍。

### 香港傑出學生選舉
於2015/16年度香港傑出學生選舉，洪達鏗同學當選為全港傑出學生。
於2019/20年度香港傑出學生選舉，王詠鎔同學當選為全港傑出學生。

## 學生活動
國際交流生
- 2005-2006： 阿根廷
- 2006-2007： 法國
- 2007-2008： 土耳其
- 2008-2009： 義大利
- 2010-2011： 德国
- 2012-2013： 芬兰
- 2013-2014： 義大利
- 2014-2015： 冰島
- 2015-2016： 阿根廷

交流生計劃
- 2005-2006年度：九龍民生書院
- 2005-2006年度：旅港開平商會中學
- 2014-2015年度：聖馬可中學
- 2016-2017年度：景嶺書院

其他聯校活動
- 九十年代：與牛津道英華書院、東華三院黃笏南中學、賽馬會官立工業中學合辦「四角賽」。
- 2016-2019年度：與沙田崇真中學、景嶺書院及妙法寺劉金龍中學合辦聯校領袖訓練營。
- 2016-2019年度：與東華三院黃笏南中學合辦聯校文藝表演。
- 2017-2018年度：與保祿六世書院及陳瑞祺(喇沙)書院合辦聯校舞會。
- 與協恩中學、拔萃男書院及聖公會聖三一堂中學舉辦年度聯校團契活動。

### 音樂
銀禧學生曾獲邀參與多個大師班演出，詳情如下:
- 2015：Choral（Senior Mixed Choir）獲邀參與菲律賓的Maria Theresa的大師班演出
- 2016：Choral（Senior Mixed Choir）獲邀參與英國的Paul Phoenix的大師班演出
- 2016：Choral（Senior Mixed Choir）獲邀參與中國的Meng Da Peng的大師班演出
- 2017：Choral（Madrigal Group）獲邀參與英國The King’s Singers的大師班演出
- 2017：Choral（Senior Mixed Choir）獲邀參與香港的Ronnie Cheng的大師班演出
- 2018：String Quartet獲邀參與法國的Quatuor Zaide的大師班演出
- 2018：Choral（Senior Mixed Choir）獲邀參與英國的Geoffrey Weaver的大師

### 交流團
- 地點包括英國、加拿大、澳洲、柬埔寨、越南、馬來西亞、新加坡、韓國、北京、台灣、澳門、武漢、西安、洛陽、清遠、東莞等地。

## 牧區姊妹學校
- 協恩中學
- 天保民學校

## 校友會
加拿大校友會
何明華會督銀禧中學加拿大校友會成立於2003年，每年有兩次常規活動：春天於加拿大多倫多舉辦校友會週年大會暨聯歡晚宴，夏天於安大略省湖邊舉行燒烤派對。

## 著名/傑出校友
公共事業及政界
- 劉吳惠蘭，GBS，JP：前商務及經濟發展局局長、現任公務員敍用委員會主席
- 譚贛蘭，GBS，JP ：前勞工及福利局常任秘書長
- 何俊仁：前立法會議員（區議會（第二））、前區域市政局議員、前屯門區區議員，民主黨成員。
- 李國麟：香港天文台高級科學主任
- 徐德義，JP：食物及衛生局前副局長
- 張曼莉，JP：創新科技及工業局副局長（2008年中七畢業）
- 黃邱慧清，BBS，JP：教育局副秘書長
- 佘孟：前教育局總課程發展主任
- 區載佳，SBS：前屋宇署署長[12]（1971年中五畢業）
- 葉培基：親北京派民建聯成員
- 林勁放：親北京派政治人物、香港政研會成員[13]
- 彭長緯，GBS，JP：香港政治人物[14]

商界
- 區文中：AFI（亞太食品工業有限公司）合伙人兼執行董事、A&K文明顧問諮詢有限公司創辦人、中港照相股份公司和利亞零售有限公司的非執行董事
- 雷賢達：交銀施羅德基金公司副董事長，恆生指數顧問委員會成員
- 黃國英：豐盛資產管理董事
- 戴志堅：香港交易所集團營運總裁
- 李銳波：中華電力中國董事總經理
- 蘇傑開：香港海味雜貨商會主席、海生行董事總經理[15]

醫學界
- 葉恩明：精神科醫生，香港精神科醫學院副院長，十大傑出青年，太平紳士
- 林正財，SBS，JP：行政會議非官守成員、前安老事務委員會主席、基督教靈實協會行政總裁、社區投資共享基金委員會主席、安老服務業行業培訓諮詢委員會主席、可持續發展委員會主席、食物及衛生局基層醫療健康發展督導委員會委員、香港房屋協會監事委員會成員、廉政公署事宜投訴委員會主席，二○一九年獲香港特區政府頒授銀紫荊星章[16]
- 馬正興：資深醫生，前香港聖約翰救傷隊總監
- 何惠珠：瑪麗醫院外科顧問
- 周向榮：DR醫學美容集團創辦人[17]

新聞界
- 邱立本：亞洲週刊總編輯，前明報月刊總編輯，曾任香港大學兼職教授
- 郭詠琴：前無綫電視及亞洲電視新聞主播兼高級記者，現職市區重建局高級社區發展經理
- 胡國威：現職香港有線電視財經組首席記者，兼樓盤傳真主持
- 冼程峰：曾任職香港寬頻電視，現職有線新聞港聞組記者
- 尹敏妍：曾任職有線新聞及無綫新聞，現職何明華會督銀禧中學通識科教師
- 梁倩影：前亞視新聞首席體育主播
- 鞠穎怡：前Now寬頻電視新聞台主播，現任職無綫新聞

教育界
- 陳玉樹，SBS，JP：嶺南大學已故校長
- 程伯中，BBS：前香港中文大學副校長、香港中文大學信興高等工程研究所所長[18]
- 陳寶安：香港中文大學專業進修學院院長、前香港浸會大學持續教育學院副院長，亦為國際學院總監
- 趙維生：香港浸會大學社工系教授及青年研究中心主任
- 麥何小娟：教育家，同為職業治療師，其女兒乃2009年會考狀元及2015年度香港小姐冠軍麥明詩，《我的女兒麥明詩》作者[19]
- 張楚勇：香港城市大學公共政策學系高級特任講師、前香港城市大學學生宿舍校友樂禮堂舍監（1977年中七畢業）
- 陳浩然： 香港中文大學協理副校長、大學輔導長及生命科學學院教授
- 龔錦添：迦密中學前校長
- 梁伯和：香港科技大學理學院副院長 (本科生課程及學生事務)、物理學系教授
- 徐雅各：前聖公會聖匠中學校長

其他
- 郭嘉駿（193）：ViuTV藝人、香港男子組合ERROR成員
- 楊偉誠，BBS，MH，JP：香港藝術發展局副主席、民政事務局粵劇發展基金顧問委員會主席、香港演藝學院校董會副主席、城市規劃委員會委員及香港友邦保險區域總監（著名歌手張德蘭丈夫）
- 蔡嘉熙：香港舉重運動員、亞洲紀錄保持者

## 外部連結
- 何明華會督銀禧中學 （页面存档备份，存于）
- 何明華會督銀禧中學校友會 （页面存档备份，存于）
- 何明華會督銀禧中學加拿大校友會 （页面存档备份，存于）